# Paul M
Paul M är en svensk-brittisk soul-, pop- och r&b-sångare, verksam i Stockholm.
Förutom egen skivutgivning har han en mångårig erfarenhet som sångpedagog, musikproducent, låtskrivare, och skivbolagsverksamhet.
Hans diskografi består av albumen; The 1st Chapter och Up 'N High samt singlarna; Little Johnny, Day In Day Out (som för övrigt kom på plats nr. 14 och blev en utmanare till top 10 på Svensktoppen den 28 september 2003), Baby Let It Burn, Who Do You Believe, Princess Of My Heart, Only You, Why Does It, Please Forgive Me, Tell Me och Soulmate.
Hösten 2005, i samband med utgivningen av en ny singel "How Many Times", inledde han ett välgörenhetsprojekt i samarbete med Noaks Ark - Röda Korset. Syftet med Projektet också vid namn "How Many Times" var att göra en insats i kampen mot hiv/aids bland barn i Kapstaden Sydafrika. Genom att skänka hälften av överskottet från den nya singeln samt genom kampanjer i TV4 Nyhetsmorgon och under hans show "Saturday Live @ Clarion på Clarion Hotel i Stockholm lyckades Paul M samla in över 10.000 Kr som gick oavkortat till den sydafrikanska organisationen, The Kidzpositive Family Fund.
Deltog i melodifestivalen 2005 tillsammans med gruppen B-Boys International med låten "One Step Closer". 
Har släppt singeln Baybe från kommande tredje albumet som än så länge inte har en titel. Han upptäcktes av låtskrivaren Anders Bagge.